# Keijia alabamensis
Keijia alabamensis är en spindelart som först beskrevs av Willis J. Gertsch och Archer 1942.  Keijia alabamensis ingår i släktet Keijia och familjen klotspindlar. Inga underarter finns listade i Catalogue of Life.